# Ariel Graziani
Ariel José Graziani Lentini (Empalme Villa Constitución, Provincia de Santa Fe, 7 de junio de 1971) es un exfutbolista argentino nacionalizado ecuatoriano que jugaba de delantero. Actualmente es el presidente del Delfín Sporting Club de la Serie A de Ecuador.

## Trayectoria
Debutó profesionalmente en 1992 con Newell's Old Boys de Argentina, donde fue compañero de equipo con Diego Maradona hasta que Ariel se trasladó más tarde al Sport Boys de la Primera División Peruana. 
Luego fue al fútbol ecuatoriano, al Aucas de Quito en 1995. Al año siguiente se unió al Emelec, estuvo tres años con el club guayaquileño (1996, 1997 y 1998) donde hizo una magnífica dupla delantera junto a Carlos Alberto Juárez y quedó goleador del torneo en los dos primeros años. Formando parte de Emelec ha sido su más destacada participación, en el cual en 1997 fue el 19.º máximo goleador del mundo según la IFFHS, el mismo año ya nacionalizado ecuatoriano debutó con la Selección Ecuatoriana en un partido de eliminatorias al Mundial de 1998 contra la Selección peruana. En 1998 fue transferido al Tiburones Rojos de Veracruz de la Primera División Mexicana. En 1999 fue Monarcas Morelia también de México y el mismo año volvió a jugar en Emelec.
En el 2000 fue a la Major League Soccer, Graziani fue asignado al New England Revolution, pero estuvo en sólo tres juegos y fue cambiado al Dallas Burn. Ariel estaba en el tope de la tabla de goleadores con el Dallas Burn en el 2000 con 15 anotaciones y en el 2001 con 11 tantos hasta que fue fichado por San José Earthquakes.
Después de un tiempo volvió al fútbol ecuatoriano, esta vez al Barcelona Sporting Club, donde fue goleador y marcó el considerado mejor gol de la Copa Libertadores 2003, al descontar en una derrota frente a Boca Juniors en la Bombonera.
En el año 2004 firmó con Lanús en Argentina, pero solo anotó 4 goles en 17 partidos y finalmente se fue el mismo año para volver luego al Barcelona donde marcó 8 goles en 18 partidos.
En el 2005 fue fichado por Liga de Quito, equipo con el que fue Campeón del Ecuador en el 2005, siendo el goleador del equipo con 17 tantos y formando junto a jugadores importantes como Álex Aguinaga, Edison Méndez, Roberto Palacios, Agustín Delgado, entre otros. Ahí se retiró como futbolista profesional y se dedicó a ser empresario de jugadores. Ya retirado, en el año 2007 se fue a jugar en un equipo de su tierra natal, el Club Atlético Empalme.
Posteriormente se dedicó a ser director técnico, dirigiendo así equipos como por ejemplo Olmedo de Ecuador del que fue técnico el año 2010.

## Selección nacional
Ha sido internacional con la Selección de fútbol de Ecuador en 34 ocasiones. Su debut fue el 2 de abril de 1997 contra Perú en Lima en un partido eliminatorio para el Mundial 1998. Con la selección de Ecuador fue goleador y campeón de la Copa Canadá 1999.
Con 15 goles, históricamene es el séptimo máximo goleador de la selección ecuatoriana.

### Participaciones enCopas América
| Torneo                 | Sede                   | Resultado              | PJ | GA | Asis |
| ---------------------- | ---------------------- | ---------------------- | -- | -- | ---- |
| Copa América 1997      | Bolivia                | Cuartos de final       | 4  | 2  | 0    |
| Copa América 1999      | Paraguay               | Fase de grupos         | 3  | 1  | 0    |
| Total en Copas América | Total en Copas América | Total en Copas América | 7  | 3  | 0    |

### Participaciones enEliminatorias al Mundial
| Eliminatoria                                | Sede del Mundial       | Posición               | Resultado   | PJ | GA | Asis |
| ------------------------------------------- | ---------------------- | ---------------------- | ----------- | -- | -- | ---- |
| Eliminatorias Mundial de Francia 1998       | Francia                | 6°lugar 21pts          | Eliminado   | 7  | 6  | 0    |
| Eliminatorias Mundial de Corea y Japón 2002 | Corea del Sur y Japón  | 2°lugar 31pts          | Clasificado | 8  | 1  | 0    |
| Total en Eliminatorias                      | Total en Eliminatorias | Total en Eliminatorias | 1/2         | 15 | 7  | 0    |

## Clubes

### Como jugador
| Club                   | País           | Año       |
| ---------------------- | -------------- | --------- |
| Newell's Old Boys      | Argentina      | 1992-1993 |
| Sport Boys             | Perú           | 1993-1994 |
| Ciclista Lima          | Perú           | 1995      |
| Aucas                  | Ecuador        | 1995      |
| Emelec                 | Ecuador        | 1996-1997 |
| Veracruz               | México         | 1998      |
| Morelia                | México         | 1998-1999 |
| Emelec                 | Ecuador        | 2000      |
| New England Revolution | Estados Unidos | 2000      |
| FC Dallas              | Estados Unidos | 2000-2002 |
| San José Earthquakes   | Estados Unidos | 2002      |
| Barcelona              | Ecuador        | 2003      |
| Lanús                  | Argentina      | 2004      |
| Barcelona              | Ecuador        | 2004      |
| Liga de Quito          | Ecuador        | 2005-2006 |

### Como entrenador
| Club                    | País    | Año  |
| ----------------------- | ------- | ---- |
| Centro Deportivo Olmedo | Ecuador | 2010 |

## Estadísticas
Datos actualizados al fin de la carrera deportiva.
| Sport Boys · Perú |               |               |     |     |   |    |    |    |     |      |      |
| 1.ª | 1993          | 12            | 3   | -   | - | -  | -  | 12 | 3   | 0.25 |      |
| 1.ª | 1994          | 21            | 6   | -   | - | -  | -  | 21 | 6   | 0.28 |      |
| Total club | Total club    | 33            | 9   | 0   | 0 | 0  | 0  | 33 | 9   | 0.27 |      |
| Ciclista Lima · Perú |               |               |     |     |   |    |    |    |     |      |      |
| 1.ª | 1995          | 10            | 5   | -   | - | -  | -  | 10 | 5   | 0.50 |      |
| Total club | Total club    | 10            | 5   | 0   | 0 | 0  | 0  | 10 | 5   | 0.50 |      |
| Aucas · Ecuador |               |               |     |     |   |    |    |    |     |      |      |
| 1.ª | 1995          | 30            | 19  | -   | - | -  | -  | 30 | 19  | 0.63 |      |
| Total club | Total club    | 30            | 19  | 0   | 0 | 0  | 0  | 30 | 19  | 0.63 |      |
| Emelec · Ecuador |               |               |     |     |   |    |    |    |     |      |      |
| 1.ª | 1996          | 37            | 28  | -   | - | 4  | 0  | 41 | 28  | 0.68 |      |
| 1.ª | 1997          | 32            | 24  | -   | - | 4  | 4  | 36 | 28  | 0.78 |      |
| Total club | Total club    | 69            | 52  | 0   | 0 | 8  | 4  | 77 | 56  | 0.72 |      |
| Veracruz · México |               |               |     |     |   |    |    |    |     |      |      |
| 1.ª | 1997-98       | 17            | 6   | -   | - | -  | -  | 17 | 6   | 0.35 |      |
| Total club | Total club    | 17            | 6   | 0   | 0 | 0  | 0  | 17 | 6   | 0.35 |      |
| Monarcas Morelia · México |               |               |     |     |   |    |    |    |     |      |      |
| 1.ª | 1998-99       | 34            | 15  | -   | - | -  | -  | 34 | 15  | 0.44 |      |
| Total club | Total club    | 34            | 15  | 0   | 0 | 0  | 0  | 34 | 15  | 0.44 |      |
| New England Revolution Estados Unidos |               |               |     |     |   |    |    |    |     |      |      |
| 1.ª | 1999          | 3             | 0   | -   | - | -  | -  | 3  | 0   | 0.00 |      |
| Total club | Total club    | 3             | 0   | 0   | 0 | 0  | 0  | 3  | 0   | 0.00 |      |
| Dallas Burn Estados Unidos |               |               |     |     |   |    |    |    |     |      |      |
| 1.ª | 1999          | 14            | 9   | -   | - | -  | -  | 14 | 9   | 0.64 |      |
| 1.ª | 2000          | 26            | 15  | 2   | 0 | -  | -  | 28 | 15  | 0.53 |      |
| 1.ª | 2001          | 28            | 11  | 1   | 1 | -  | -  | 29 | 12  | 0.41 |      |
| Total club | Total club    | 68            | 35  | 3   | 1 | 0  | 0  | 71 | 36  | 0.50 |      |
| San Jose Earthquakes Estados Unidos |               |               |     |     |   |    |    |    |     |      |      |
| 1.ª | 2002          | 30            | 15  | 2   | 1 | -  | -  | 32 | 16  | 0.50 |      |
| Total club | Total club    | 30            | 15  | 2   | 1 | 0  | 0  | 32 | 16  | 0.50 |      |
| Barcelona · Ecuador |               |               |     |     |   |    |    |    |     |      |      |
| 1.ª | 2003          | 40            | 23  | -   | - | 8  | 3  | 48 | 25  | 0.52 |      |
| 1.ª | 2004          | 18            | 7   | -   | - | -  | -  | 18 | 7   | 0.38 |      |
| Total club | Total club    | 58            | 30  | 0   | 0 | 8  | 3  | 66 | 33  | 0.50 |      |
| Lanús Argentina |               |               |     |     |   |    |    |    |     |      |      |
| 1.ª | C-2004        | 17            | 4   | -   | - | -  | -  | 17 | 4   | 0.23 |      |
| Total club | Total club    | 17            | 4   | 0   | 0 | 0  | 0  | 17 | 4   | 0.23 |      |
| Liga de Quito · Ecuador |               |               |     |     |   |    |    |    |     |      |      |
| 1.ª | 2005          | 23            | 17  | -   | - | 10 | 1  | 33 | 18  | 0.54 |      |
| 1.ª | 2006          | 26            | 10  | -   | - | 3  | 1  | 29 | 11  | 0.37 |      |
| Total club | Total club    | 49            | 27  | 0   | 0 | 13 | 2  | 62 | 29  | 0.46 |      |
| Total carrera | Total carrera | Total carrera | 417 | 217 | 5 | 2  | 29 | 9  | 451 | 228  | 0.50 |
| (1) Incluye datos de la Lamar Hunt U.S. Open Cup. (2) Incluye datos de la Copa Conmebol, Copa Libertadores, Copa Sudamericana. (3) No incluye goles en partidos amistosos. |               |               |     |     |   |    |    |    |     |      |      |

## Palmarés

### Campeonatos nacionales
| Título           | Club          | País    | Año  |
| ---------------- | ------------- | ------- | ---- |
| Primera División | Liga de Quito | Ecuador | 2005 |

### Distinciones individuales
| Distinción                          | Año  |
| ----------------------------------- | ---- |
| Goleador del Campeonato Ecuatoriano | 1996 |
| Goleador del Campeonato Ecuatoriano | 1997 |
| Goleador de la Copa Canadá          | 1999 |
| Goleador del Campeonato Ecuatoriano | 2003 |

- Datos: Q3622556